# Hugo Money-Coutts, 8. Baron Latymer
Hugo Nevill Money-Coutts, 8. Baron Latymer (* 1. März 1926; † 10. November 2003) war ein britischer Politiker (parteilos) und Peer.

## Leben und Karriere
Money-Coutts wurde am 1. März 1926 als einziger Sohn von Thomas Money-Coutts, 7. Baron Latymer und Patience Margaret Thompson geboren. Er entstammte der Coutts-Bankerdynastie, folgte aber nicht seinem Vater und Großvater als Direktor von Coutts & Co nach. Er besuchte das Eton College und gewann eine Ausschreibung, um Naturwissenschaften am Trinity College der Universität Oxford zu studieren. Ein solches Studium nahm er allerdings niemals auf. Am Ende des Zweiten Weltkriegs wurde er Mitglied der Grenadier Guards und wurde in Deutschland stationiert. Dort diente er als Geheimdienstoffizier und kommandierte zeitweise ein Erschießungskommando.
Nach seiner Entlassung aus der Armee absolvierte er eine Ausbildung zum Finanzbuchhalter und wurde im Anschluss beim Bankhaus Robert Fleming & Co. tätig, welches enge Verbindungen zu Coutts besaß. Money-Coutts spielte bei der Entwicklung von Save & Prosper eine wichtige Rolle, einem Joint Venture, welches eine der erfolgreichsten britischen Investmentgesellschaften wurde. Auch war er Direktor einer Reihe von Investment- und Versicherungsunternehmen mit Verbindungen zu Coutts oder Fleming. Während dieser Zeit sammelte er bereits seltene Pflanzen. 1962 spendete er seine Sammlung der Royal Horticultural Society.
Im folgenden Jahr gab er seine Ehe und seine berufliche Tätigkeit auf und segelte er nach Australien, war an der Entwicklung von Mustique beteiligt und wurde schließlich ein Experte im mediterranen Gartenbau. Er und seine künftige zweite Frau gaben die Idee einer Weltreise auf und zogen nach Mallorca. Dort begann er, sich für Gartenbau zu interessieren und war 1967 Mitbegründer einer florierenden Gärtnerei, Vivero Hortus.
Money-Coutts setzte sich über mehrere Jahre für Mustique ein und unterstützte somit Colin Tennant, 3. Baron Glenconner. Dort war er Managing Director und Mitbesitzer des Entwicklungsunternehmens der Insel. Später kehrte Money-Coutts nach Mallorca zurück, wo er eine anerkannte Autorität auf dem Gebiet der Gestaltung und Kultivierung von Gärten, die für das Klima der Insel geeignet sind, war.
1999 veröffentlichte er The Mediterranean Gardener, eine Anleitung zu mehr als 300 Pflanzen. In seinen späteren Jahren verließ er Mallorca, um auf dem nördlichen spanischen Festland zu leben.

## Mitgliedschaft im House of Lords
Money-Coutts erbte nach dem Tod seines Vaters 1987 den Titel des Baron Latymer und den damals damit verbundenen Sitz im House of Lords.
Seine Mitgliedschaft endete durch den House of Lords Act 1999. Für einen der verbleibenden Sitze trat er nicht an.

## Familie
Money-Coutts heiratete am 28. Juli 1951 Penelope Ann Clare Emmet, die Tochter von Thomas Addis Emmet und Evelyn Emmet, Baroness Emmet of Amberley. Die Scheidung erfolgte 1965. Am 16. Oktober 1965 heiratete er deren Cousine Jinty Ann Calvert. Aus der ersten Ehe gingen eine Tochter und zwei Söhne hervor, aus der zweiten ein Sohn.
Money-Coutts verstarb im November 2003 im Alter von 77 Jahren. Seinen Titel erbte der älteste Sohn, Crispin Money-Coutts, 9. Baron Latymer.

## Veröffentlichungen
- Mediterranean Gardener, Frances Lincoln, 1999 (Ausgabe 2001), ISBN 978-0711218284